# Rock Mossi
 (juin 2023).
Genres associés
Rock n roll , blues
Le Rock Mossi ou warwarba est un genre musical né de la fusion du warba (danse traditionnelle du terroir moogha) avec le rock. Il est inventé par le musicien Jacob Salem dans les années 2000.

## Histoire

### Origine du style
Le rock mossi est une musique énergique bâtie sur le Rock et le Wabra. Jacob Salem en est  le concepteur. Il juge bon de créer un style original inspiré des musiques du monde et la musique de son terroir,.

### Rythmique
Une guitare électronique, une guitare basse, du bendre (tambour traditionnel) et une batterie dans une fusion harmonieuse crée le rythmique du rock mossi.

## Note et référence
1. ↑  « Jacob Salem & Somkieta | Le roi du rock Mossi », sur www.jacobsalemmusic.com (consulté le 8 janvier 2023)
2. ↑  « Le rock mossi de Jacob Salem & Somkieta », sur France Inter, 21 mai 2018 (consulté le 8 janvier 2023)
3. ↑  Rasca-prod, « Jacob Salem – Le Roi du Rock Mossi – EPK », sur RASCA Prod., 16 juin 2015 (consulté le 8 janvier 2023)
4. ↑  Revelyn, « « Nanluli », le « rock mossi » de Jacob Salem et André Courbat », sur Burkina24.com - Actualité du Burkina Faso 24h/24, 20 mars 2016 (consulté le 21 janvier 2023)